# Южный (Белореченский район)
Ю́жный — посёлок в Белореченском районе Краснодарского края. Административный центр Южненского сельского поселения.

## История
В 1932 году был организован Белореченский совхоз № 6, в который были включены хутора Решетниковский, Ивановский, Воднинский, Матвеевский и Сергеевский.
В 1937 году был переименован в овощеводческий совхоз № 7 Краснодарского сельскохозяйственного треста пригородных совхозов.
Посёлок Южный Белореченского района зарегистрирован 28 октября 1958 года решением Краснодарского крайисполкома на месте хутора Решетниковского.
Решением Краснодарского исполкома от 30 августа 1971 года хутор Прохоровский (44°42′21″ с. ш. 39°53′50″ в. д.) и хутор Сергеевский (44°41′33″ с. ш. 39°54′39″ в. д.) были ликвидированы, а население переселено в посёлок Южный и хутор Ивановский.
Решением Краснодарского исполкома от 28 августа 1974 года в состав посёлка Южный был включен хутор Ивановский.
В 1974 году овощеводческий совхоз № 7 переименован в совхоз «Южный» с подчинением Сочинскому тресту «Овощепром». Основным назначением совхоза было выращивание овощей и фруктов, реализация их по нарядам Сочинского треста совхозов для снабжения курортов Сочи и Туапсе. Помимо выращивания овощей, совхоз занимался животноводством с целью производства молока и мяса.

## География
Посёлок расположен на левом берегу реки Белая, напротив города Белореченск.
Уличная сеть
| - пер. Безымянный, - пер. Международный, - пер. Шоссейный, - ул. Безымянная, - ул. Будённого, - ул. Будённого, - ул. Вишнёвая, - ул. Вольная, - ул. Гагарина, - ул. Дружбы, - ул. Заводская - ул. Запрудная, - ул. Зелёная, - ул. Комарова, - ул. Комсомольская, - ул. Короткая, - ул. Кубанская, | - ул. Лейтенанта Григорьева, - ул. Ленина, - ул. Лесная, - ул. Луговая, - ул. Международная, - ул. Молодёжная, - ул. Нагорная, - ул. Новая, - ул. Ореховая, - ул. Парковая, - ул. Переездная, - ул. Подгорная, - ул. Полевая, - ул. Промышленная, - ул. Прохладная, | - ул. Садовая, - ул. Советская, - ул. Совхозная, - ул. Спортивная, - ул. Строителей, - ул. Узкая, - ул. Центральная, - ул. Чайковского, - ул. Чапаева, - ул. Школьная, - ул. Шоссейная, - ул. Южная, - ул. Ясная. |

## Население
| 2002 | 2010  | 2021  |
| ---- | ----- | ----- |
| 3278 | ↗3430 | ↗3574 |